# Stazione di Terme del Brennero
La stazione di Terme del Brennero (in tedesco Bahnhof Brennerbad) è una fermata ferroviaria fuori servizio posta sulla linea Brennero-Bolzano. Serviva l'omonima località, frazione del comune di Brennero (BZ).

## Storia
La fermata venne costruita e attivata circa nel 1889, a latere di un preesistente casello ferroviario, per servire la locale stazione termale, che dalla seconda metà del XIX secolo aveva acquisito una notevole importanza, arrivando ad accogliere fino a 1300 ospiti all'anno. L'architetto Wilhelm von Flattich fece costruire pertanto un fabbricato viaggiatori e un'abitazione per i ferrovieri; negli anni 1920 il patrimonio edilizio fu completato da un impianto di trasformazione dell'energia elettrica e da due ulteriori alloggi per il personale ferroviario, progettati da Angiolo Mazzoni.
Le due guerre mondiali causarono un calo dei flussi turistici alle Terme del Brennero; inoltre al termine del secondo conflitto l'area della fermata dovette essere temporaneamente interdetta all'accesso e bonificata dalle mine.
Nel 1948 la società che aveva preso in gestione le terme chiese ed ottenne che l'edificio della stazione fosse ristrutturato. Verso gli anni 1960 l'ambiente circostante mutò radicalmente, a seguito della costruzione di un edificio dedicato all'amministrazione delle terme negli anni sessanta, di un tratto sopraelevato della strada statale 12 dell'Abetone e del Brennero e di varie piccole baracche utilizzate dalle Ferrovie dello Stato.
La fermata fu dapprima declassata a non presenziata e infine nel 1978 venne soppressa.

## Strutture e impianti
Il fabbricato viaggiatori della stazione e il vecchio alloggio per ferrovieri sono stati demoliti negli anni 1990 per fare spazio all'ingresso settentrionale della nuova galleria Fleres e ad un vasto impianto di trasformazione elettrica. Sopravvivono due caselli in granito e in legno, in buono stato, le due abitazioni di Mazzoni, in rovina, il vecchio impianto di trasformazione e un magazzino, in rovina.